# Accord tripartite Grande-Bretagne–Inde–Népal
L'Accord tripartite entre le Royaume-Uni, l'Inde et le Népal est un traité signé en 1947 concernant les droits des Gurkhas au service militaire. 

## Contexte
Dès le premier quart du XIXe siècle, les Gurkhas (ou Gorkhas) du Népal servaient au sein de l'armée Britannique, d'abord dans les armées de la Compagnie des Indes orientales, puis directement dans l'armée indienne britannique. Les conditions de service des Gurkhas relevaient alors uniquement des autorités indiennes britanniques, sans référence au gouvernement britannique à Londres. 
En 1947, l'Inde est devenue indépendante du Royaume-Uni, et il fut décidé entre les deux gouvernements de diviser les régiments Gurkha entre les armées britanniques et indiennes. Six unités Gurkhas ont ainsi rejoint les troupes indiennes tandis que quatre furent transférées à l'armée britannique : 
| Armée indienne                                              | Armée britannique                                              |
| ----------------------------------------------------------- | -------------------------------------------------------------- |
| 1st King George V's Own Gurkha Rifles (the Malaun Regiment) | 2e régiment de Gurkhas du roi Édouard VII (The Sirmoor Rifles) |
| 3rd Queen Alexandra's Own Gurkha Rifles                     | 6e régiment de Gurkhas de la reine Élisabeth                   |
| 4th Prince of Wales's Own Gurkha Rifles                     | 7e régiment de Gurkhas du duc d'Édimbourg                      |
| 5th Royal Gurkha Rifles (Frontier Force)                    | 10e régiment de Gurkhas de la princesse Mary                   |
| 8th Gurkha Rifles                                           |                                                                |
| 9th Gurkha Rifles                                           |                                                                |

Dans le cadre de cet arrangement, il fut convenu que les Gurkhas en service dans les armées britanniques et indiennes devraient bénéficier globalement des mêmes conditions de service, afin de garantir qu'il n'y ait pas d'injustice pour eux à servir dans telle ou telle armées. Le but était aussi de maintenir la stabilité économique et l'harmonie sociale dans la zone de recrutement des Gurkha. Ainsi, les gouvernements du Royaume-Uni, de l'Inde et du Népal signèrent l'accord tripartite (TPA).

## Termes principaux
Les principaux points de l'accord sont: 
- Les Gurkha doivent être recrutés en tant que citoyens népalais, doivent servir en tant que citoyens népalais et doivent quitter leur service en tant que citoyen népalais.
- Toutes les célébrations religieuses et culturelles doivent être préservées conformément aux exigences de la foi hindoue.
- Les Gurkhas des armées indiennes et britanniques doivent recevoir les mêmes rémunérations de base, bien que des indemnités puissent être versées pour refléter les différences de coût de la vie entre les pays où les soldats Gurkhas pourraient servir en dehors du Népal.
- Sous réserve de performances et d'une conduite satisfaisantes, tous les soldats devraient être autorisés à servir pendant une période suffisante pour pouvoir prétendre à une pension.
- Tous les Gurkha devraient bénéficier d'une période de congé prolongée au Népal tous les trois ans.
- Les Gurkhas recrutés dans les armées respectives peuvent être amenés à servir dans le monde entier.
- Les Gurkhas sont pleinement intégrés à l'armée dans laquelle ils sont recrutés et ne doivent en aucun cas être considérés comme des mercenaires.

L'accord s'applique aux 3 500 Gurkhas servant dans l'armée britannique et à près de 40 000 Gurkhas dans l'armée indienne. Elle ne s'applique pas aux Gurkhas de l'armée népalaise. 
Le TPA sous-tend les conditions de service uniques du soldat Gurkha qui, dans un certain nombre de domaines clés, diffèrent sensiblement de celles de son homologue britannique ou du Commonwealth. Ces différences résultent de la nécessité de maintenir une large comparabilité avec certaines conditions de service de l'armée indienne, de protéger le statut national, religieux, culturel et de domicile des Gurkha et la nécessité pour les Gurkhas de maintenir des liens étroits avec le Népal tout au long de leur service. C'est dans ce contexte que le gouvernement britannique a continué de maintenir des conditions de service distinctes pour les Gurkhas. 

### Nouvelles conditions d'emplois des Gurkhas
Le maintien de conditions différentes pour les Gurkhas par rapport à leurs homologues britanniques a été une source de friction ces dernières années, en particulier en ce qui concerne les pensions. Alors que les pensions des Gurkhas offrent un niveau de vie élevé au Népal, elles ont été calculées comme étant une fraction des pensions accordées aux soldats britanniques. En conséquence, en janvier 2005, le gouvernement britannique a annoncé un réexamen des modalités et conditions de service des Gurkhas pour tenter de rectifier ces inégalités. En mai 2007, un nouvel ensemble de propositions a été adopté, avec un certain nombre de points dans différents domaines: 
- Nationalité et statut
  - Les Gurkhas doivent être recrutés en tant que sujets népalais et doivent le rester tout au long de leur service.
  - Les Gurkhas ne devraient être employés qu'au sein des unités de la Brigade des Gurkhas et celles-ci devraient rester majoritairement gurkhas.
- Recrutement et sélection
  - Le recrutement doit être effectué au Népal.
  - Le recrutement doit être réalisé sous la responsabilité de la Division du recrutement et de l'instruction de l'Armée.
  - Les femmes népalaises devraient être recrutées au sein de la brigade des Gurkhas.
- Rémunération, pensions et allocations
  - Le salaire des Gurkhas devrait être aligné sur les taux de rémunération du Royaume-Uni en fonction des qualifications professionnelles.
  - Tous les Gurkhas recrutés après une date précise rejoindront le régime de pension standard des forces armées. Les personnes recrutées avant cette date auront la possibilité de rester dans le régime de retraite de Gurkha ou de passer à l'AFPS.

Une proposition majeure est l'élaboration d'un protocole d'accord bilatéral entre les gouvernements de la Grande-Bretagne et du Népal, et permettant de ne pas appliquer les règles du TPA. On ne sait pas quel peut être l'impact sur le recrutement des Gurkhas dans l'armée indienne.